# Посёлок имени 8 Марта (Алтайский край)
Посёлок имени 8 Марта — посёлок в Курьинском районе Алтайского края России. Входит в Колыванский сельсовет.

## География
Посёлок расположен в предгорьях Алтайских гор, на северо-западном берегу Белого озера в месте выхода из него реки Белой. Находится в 40 км к юго-востоку от Курьи, в 102 км к востоку от Рубцовска и в 240 км к юго-юго-западу от Барнаула. В западной части посёлка расположено озеро Мармашное.
Имеется подъездная дорога к посёлку от Курьи (через Колывань), продолжающаяся далее на восток к Бугрышихе.

## История
Село образовано в конце 1930-х годов, когда происходило повсеместное образование колхозов. Вначале была образована Коммуна им. 8 Марта, которая затем стала Колхозом им. 8 Марта, потом Отделением Колыванского совхоза им. 8 Марта. В итоге посёлок унаследовал имя, которое досталось ему от этих организаций.

## Население
| 1997 | 1998 | 1999 | 2000 | 2001 | 2002 | 2003 |
| ---- | ---- | ---- | ---- | ---- | ---- | ---- |
| 208  | ↗225 | ↘222 | ↘213 | ↗223 | ↘199 | ↗209 |
| 2004 | 2005 | 2006 | 2007 | 2008 | 2009 | 2010 |
| ↘204 | ↘181 | ↘167 | ↘162 | ↗167 | ↘165 | ↘151 |
| 2011 | 2012 | 2013 |      |      |      |      |
| ↗153 | ↗157 | ↘152 |      |      |      |      |

## Климат
Климат умеренно континентальный: жаркое лето и холодная зима с большим количеством солнечных дней в течение года, умеренными осадками (дожди во второй половине лета и осенью, а также в летнее время). Самый тёплый период — июль, самые холодные — декабрь и январь. Летом жара может достигать +38° С, а зимой столбик термометра может опуститься ниже −40° С. Продолжительность зимних холодов — 5 месяцев (в горах до 6).

## Туризм
Поселок каждый год привлекает многочисленных путешественников, так как возле него расположено немало примечательных мест: невысокие горы, древнейшие курганы, археологические памятники, горные реки, небольшие озера с останцами по берегам, чистые и удаленные, а потому сохранившие первозданную красоту.
- Гора Очаровательная (в 6 км от села) хранит места поклонения древних людей: в гроте есть жертвенный камень, на вершине — рукотворные каменные чаши, вручную выдолбленные углубления для сбора воды. В работе «Онтологическое и ментальное бытие» доктора филологических наук, профессора Алтайского госуниверситета Л. Д. Михайловой приведены высказывания местных жителей по поводу литературного названия горы Очаровательная: «Было озеро Очаровательное на сопке (очень красивое было), это до революции. И называлось Очарованное, а потом стало Очаровательное. Сейчас озерко высохло, названия ему нет, а место так и называют»[4].

- Гора Синюха (1210 м, самая высокая гора Колыванского хребта) находится в 5 км к югу от посёлка. Склоны горы заняты пихтовым лесом, флора насчитывает 541 вид высших сосудистых растений, 18 из них внесены в Красную книгу Алтайского края. Гора почитается православными паломниками из-за естественных источников — родника и чистой воды, скапливающейся в природных гранитных чашах Синюхи. В их честь на вершине горы в XIX был установлен православный крест (обновлен в 1997 году). У подножия горы располагаются не столь древние, но примечательные, сохранившиеся части бывшего женского монастыря, подвергнувшегося разрушению в прошлом веке. В XVIII—XIX веках монахини вели в стенах монастыря удаленную от мирских забот жизнь. В 1993 году у подножия горы было открыто поселение Подсинюшка. На этом месте обнаружены самые ранние признаки жизнедеятельности древних металлургов (III—II вв. до н. э.) Алтая.

- Озеро Моховое — памятник природы федерального значения. Оно находится на высоте 500—600 м в тектонической котловине, образовавшейся вследствие сдвигов земной коры, на склоне Синюхи, в 4 км от бывшего рудника Колыванстрой. Над ним возвышается гранитная скала — озеро словно лежит в огромной чаше, которую окружает сосновый бор, а на берегах раскиданы гранитные скалы самых невероятных форм. Благодаря небольшому размеру (22 и 33 м — ширина берегов), прозрачную воду озера основательно прогревает летнее солнце, поэтому оно привлекательно для туристов.

- Озеро Белое — памятник природы федерального значения. Оно не слишком глубокое, но и не мелкое: самая большая глубина — 7,5 метров. Озеро обладает чистой водой в сочетании с красивым ландшафтом на берегах. На северной, плоской стороне озера есть прекрасный пляж с чистым, очень мелким песком. На южном и восточном берегах — крутые склоны холмов, переходящие в галечный пляж. Озеро относится к бассейну реки Локтевки (левый приток реки Чарыш), в него впадают два ручья: Озерный и Безымянный.

Возле поселка достаточно развита инфраструктура для туризма: множество баз отдыха, гостевых домиков, гостиниц, туристических баз и стоянок для «диких» путешественников.

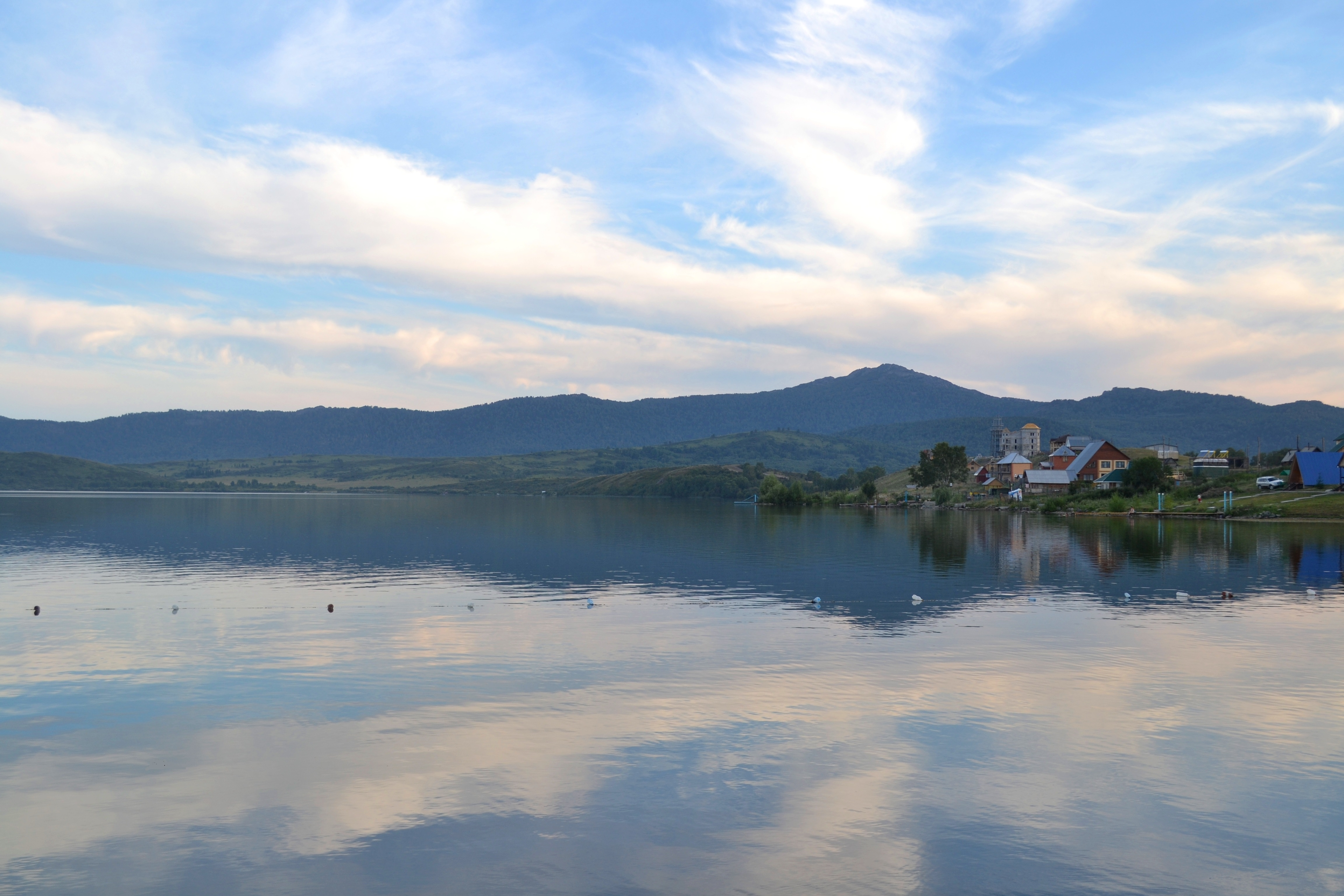
Озеро Белое под вечерним небом.
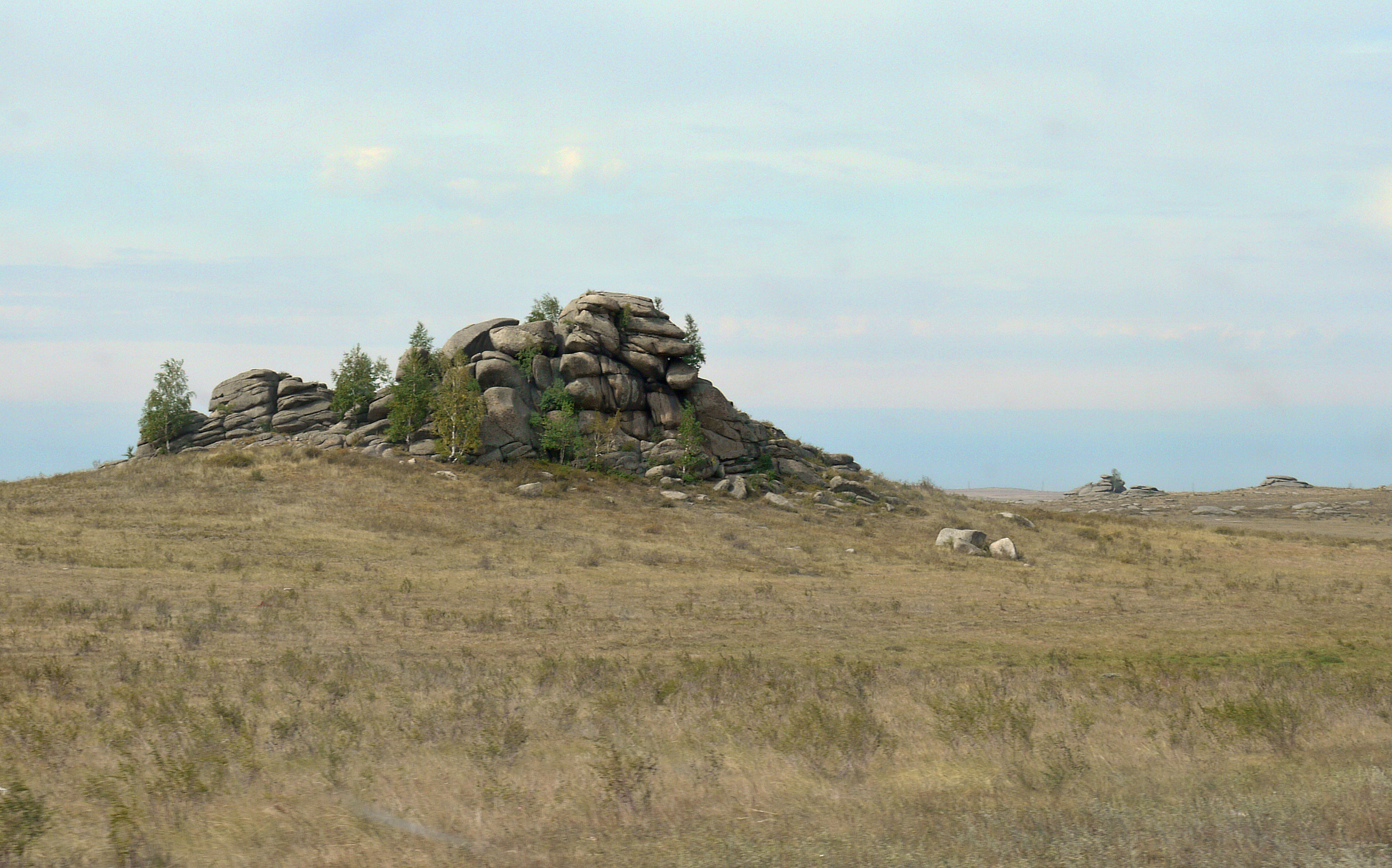
Горная Колывань.
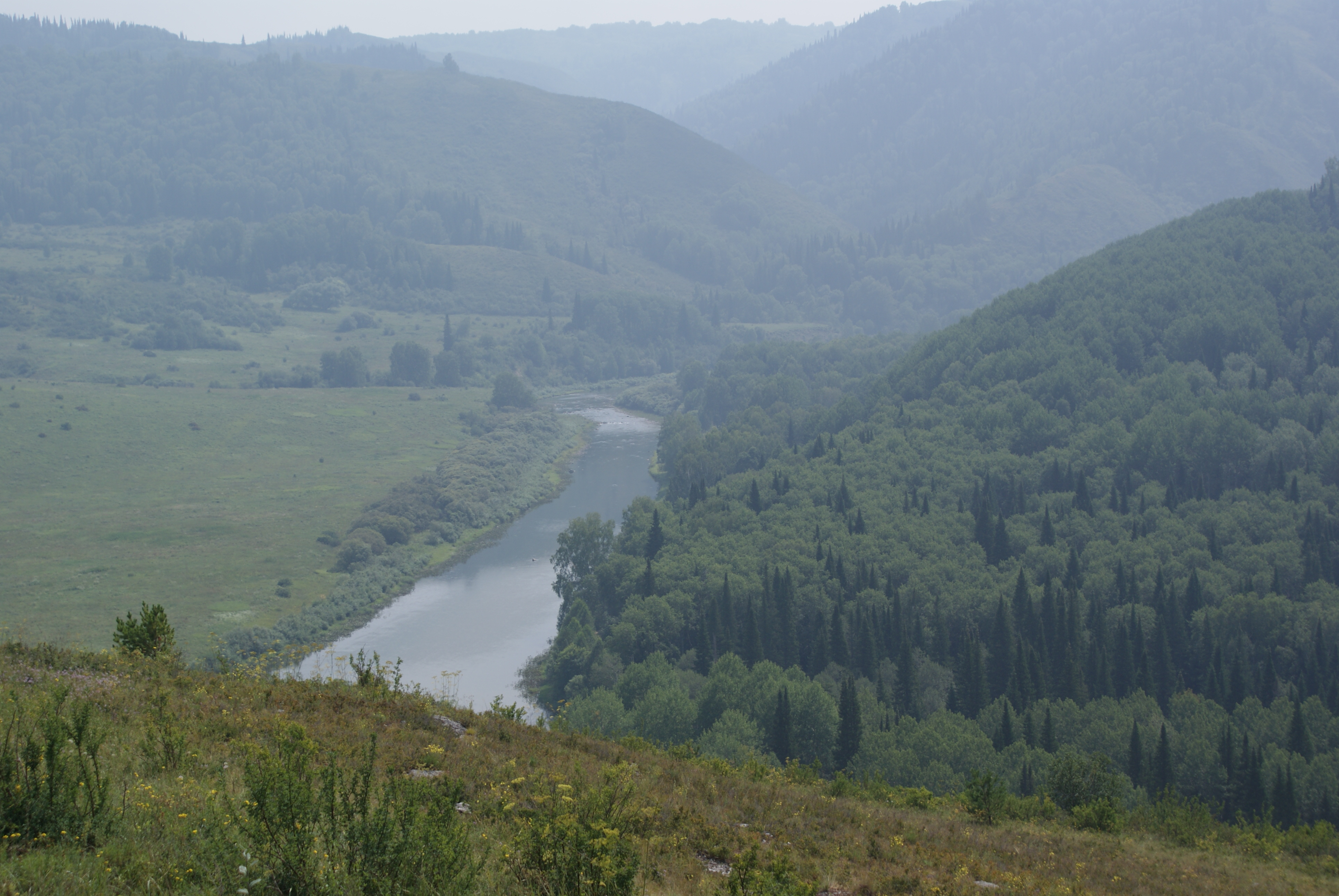
Вид на реку Белую с вершины горы "Алтай".
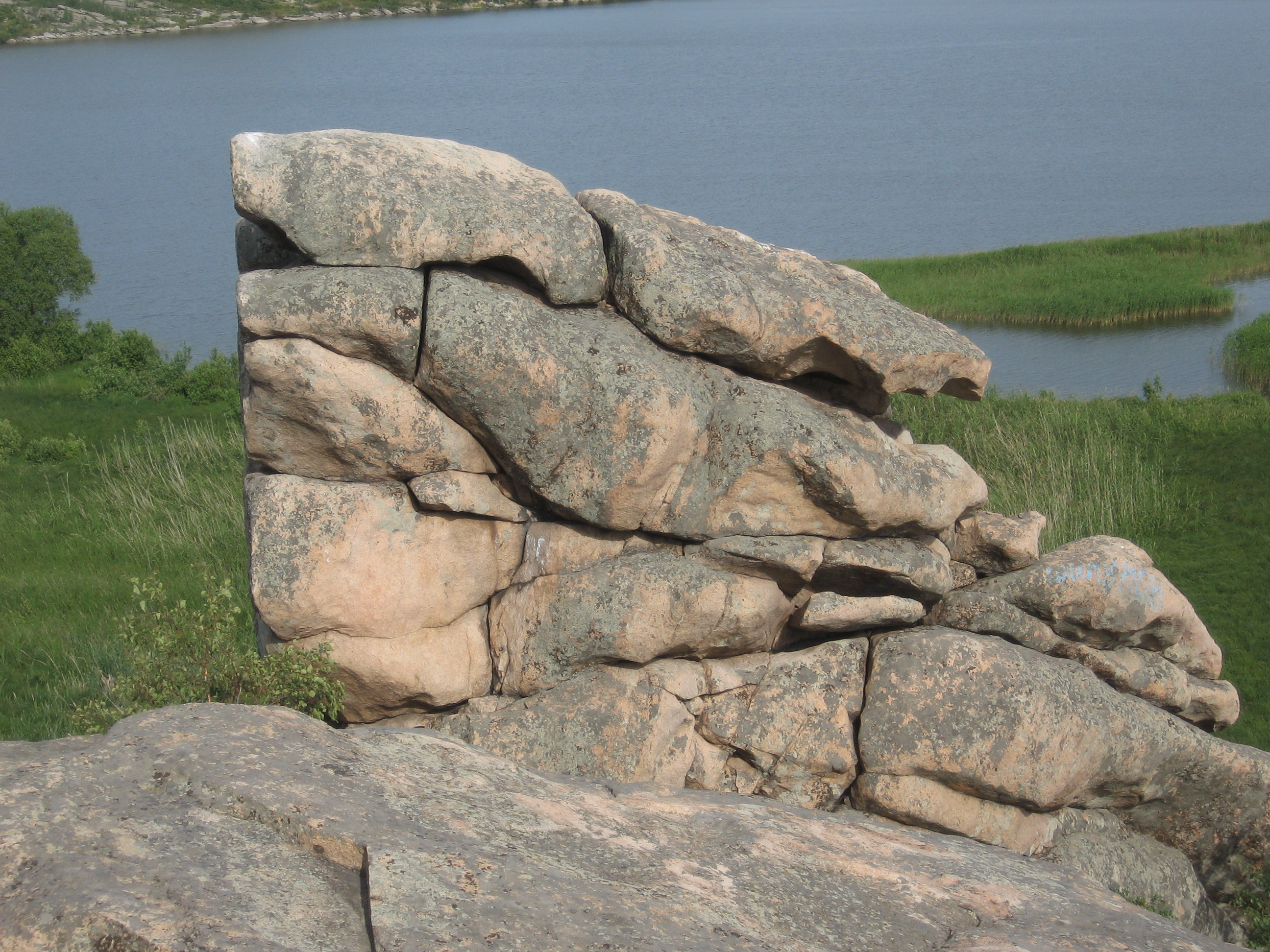
Скалы Колыванского озера.